# エグザルタント
エグザルタント（欧字名:Exultant 香：時時精綵）は、香港の競走馬。主な勝ち鞍は2018年の香港ヴァーズ、2019年の香港ゴールドカップ、2019年・2020年のチャンピオンズ&チャターカップ連覇、2020年のクイーンエリザベスII世カップ。

## 戦績
2014年3月24日にアイルランドで誕生。アイリッシュコレスポンデント（Irishcorrespondent）と命名され、2017年4月にカラ競馬場でデビュー戦を迎える。デビューから2連勝で愛2000ギニーに駒を進め、チャーチルの3着に入っている。翌月にロイヤルアスコット開催のハンプトンコートステークスで5着になったのを最後に、香港のアンソニー・クルーズ厩舎へ移籍する。
2017年8月19日、エグザルタントの名で香港ジョッキークラブの競走馬登録が行われた。
2017-2018シーズンではG3を2勝したものの、香港4歳三冠シリーズで4着、2着、3着に入るなど大レースでは善戦しながらも勝ち星には恵まれなかった。2018-2019シーズンは、香港ヴァーズで日本から参戦したリスグラシューとの叩き合いを僅かに制し、初の大レースの栄冠を掴んだ。
さらに、香港ゴールドカップでG1・2勝目を挙げる。4月のクイーンエリザベス2世カップでは日本のウインブライトに及ばず2着となったものの、3着リスグラシューには2戦連続で先着した。続く香港チャンピオンズ&チャターカップも制してG1・3勝目を挙げ、香港の中長距離界におけるトップホースとしての地位を確たるものとした。一時は宝塚記念への参戦プランも浮上したが、レース間隔や梅雨の時期の馬場状態が考慮され、回避となった。
2019-2020シーズンは香港ヴァーズの連覇を目標に始動。その前哨戦のジョッキークラブカップで4コーナーからの捲りを決めて快勝した。香港ヴァーズ当日は14番ゲートからスタート、鞍上のザカリー・パートン騎手は果敢的に逃げの策に打って出る。超ハイペースの中先頭で最終直線に向いたが、グローリーヴェイズの追撃を振りきれず、さらにゴール前でラッキーライラックにかわされて3着となった。連覇のかかった香港ゴールドカップは後方からレースを進めるも、同厩舎の2年前の優勝馬タイムワープの逃げ切りを許し2着だった。その後クルーズ調教師からドバイシーマクラシックに遠征する提案があったが、回避となった。そして4月のクイーンエリサベス2世カップで雪辱を果たし、さらに5月のチャンピオンズ&チャターカップを連覇したことで、最優秀長距離馬と香港年度代表馬に選出された。
2020-2021シーズンに入り、ササレディーズパースとジョッキークラブカップは共に2着。12月の香港ヴァーズでは道中スローの逃げに持ち込むが、最後の直線でモーグルにかわされるも2着と粘った。その後センテナリーヴァ―ズ2着、香港ゴールドカップ3着を挟み、連覇をかけて挑んだ4月のクイーンエリサベス2世カップは2番手追走も直線で伸びきれず5着敗退。5月のチャンピオンズ&チャターカップでは2番手追走から一旦は先頭に立ったが、パンフィールドとコロンバスカウンティとの叩き合いに競り負けて3着となり、3連覇はならなかった。レース後の6月11日に香港ジョッキークラブの競走馬登録を抹消され、引退することになった。

## 血統表
| エグザルタントの血統  | エグザルタントの血統                                | エグザルタントの血統                                | （血統表の出典）                                    | （血統表の出典） |
| 父系                  | サドラーズウェルズ系                                | サドラーズウェルズ系                                | サドラーズウェルズ系                                | [ § 2 ]          |
| 父 Teofilo 2004 鹿毛  | 父の父Galileo 1998 鹿毛                             | Sadler's Wells                                      | Northern Dancer                                     | Northern Dancer  |
| 父 Teofilo 2004 鹿毛  | 父の父Galileo 1998 鹿毛                             | Sadler's Wells                                      | Fairy Bridge                                        |                  |
| 父 Teofilo 2004 鹿毛  | 父の父Galileo 1998 鹿毛                             | Urban Sea                                           | Miswaki                                             | Miswaki          |
| 父 Teofilo 2004 鹿毛  | 父の父Galileo 1998 鹿毛                             | Urban Sea                                           | Allegretta                                          |                  |
| 父 Teofilo 2004 鹿毛  | 父の母Speirbhean 1998 鹿毛                          | *デインヒル                                         | Danzig                                              | Danzig           |
| 父 Teofilo 2004 鹿毛  | 父の母Speirbhean 1998 鹿毛                          | *デインヒル                                         | Razyana                                             |                  |
| 父 Teofilo 2004 鹿毛  | 父の母Speirbhean 1998 鹿毛                          | Saviour                                             | Majestic Light                                      | Majestic Light   |
| 父 Teofilo 2004 鹿毛  | 父の母Speirbhean 1998 鹿毛                          | Saviour                                             | Victorian Queen                                     |                  |
| 母 Contrary 2007 栗毛 | 母の父Mark of Esteem 1993 鹿毛                      | Darshaan                                            | Shirley Heights                                     | Shirley Heights  |
| 母 Contrary 2007 栗毛 | 母の父Mark of Esteem 1993 鹿毛                      | Darshaan                                            | Delsy                                               |                  |
| 母 Contrary 2007 栗毛 | 母の父Mark of Esteem 1993 鹿毛                      | Homage                                              | Ajdal                                               | Ajdal            |
| 母 Contrary 2007 栗毛 | 母の父Mark of Esteem 1993 鹿毛                      | Homage                                              | Home Love                                           |                  |
| 母 Contrary 2007 栗毛 | 母の母Crystal Gaze 2001 栗毛                        | Rainbow Quest                                       | Blushing Groom                                      | Blushing Groom   |
| 母 Contrary 2007 栗毛 | 母の母Crystal Gaze 2001 栗毛                        | Rainbow Quest                                       | I Will Follow                                       |                  |
| 母 Contrary 2007 栗毛 | 母の母Crystal Gaze 2001 栗毛                        | Jumilla                                             | El Gran Senor                                       | El Gran Senor    |
| 母 Contrary 2007 栗毛 | 母の母Crystal Gaze 2001 栗毛                        | Jumilla                                             | Refill                                              |                  |
| 母系(F-No.)           | 22号族(FN:22-c)                                     | 22号族(FN:22-c)                                     | 22号族(FN:22-c)                                     | [ § 3 ]          |
| 5代内の近親交配       | Northern Dancer4×5×5×5＝15.63%、Mill Reef5×5＝6.25% | Northern Dancer4×5×5×5＝15.63%、Mill Reef5×5＝6.25% | Northern Dancer4×5×5×5＝15.63%、Mill Reef5×5＝6.25% | [ § 4 ]          |
| 出典                  | 1. 2. 3. 4.                                         | 1. 2. 3. 4.                                         | 1. 2. 3. 4.                                         | 1. 2. 3. 4.      |

- 母のきょうだいには2頭の重賞勝ち馬がいる[4]。